# Hvězdárna Vojtěcha Šafaříka
Hvězdárna Vojtěcha Šafaříka je zaniklá hvězdárna českého chemika a astronoma Vojtěcha Šafaříka, která se nacházela v Praze na Královských Vinohradech na střeše jeho rodinné vily na rohu ulic Koperníkova a U Havlíčkových sadů.

## Historie
Hvězdárnu (Šafaříkovými slovy „něco, co se poněkud podobalo pozorovatelně“) založil Šafařík na Královských Vinohradech poté, co se odstěhoval z tehdejší Prahy, kde pro polohu svého bytu byl odkázán pouze na pozorování slunce. Z rodinné vily, ze které měl tehdy volný a daleký horizont, začal se samostatnými výzkumy zejména „v oboru měnivých hvězd a barev stáličných“. Po čtrnácti letech výzkumu získal uznání zahraničních odborníků. V roce 1888 nechal hvězdárnu vybavit dalekohledem, vyrobeným v bostonské dílně Alv. Clarka, ve své době v Čechách největším.
Ve své závěti věnoval Šafařík veškeré své astronomické materiály J. J. Fričovi pro hvězdárnu v Ondřejově (například jeho astronomická knihovna se stala základem knihovny ondřejovské hvězdárny) nebo kyvadlové hodiny z pozůstalosti Jana Evangelisty Purkyně. Refraktor s velmi kvalitním Clarkovým objektivem sloužil až do 50. let 20. století v centrální kopuli ondřejovské hvězdárny; Clarkův objektiv je zde stále používán pro studium jemné struktury slunečních skvrn. Vila se nedochovala.